# Marzorati (casa editrice)
La Marzorati  è una casa editrice fondata a Milano nel 1945. Si è qualificata come grande editore ai sensi ISTAT per larga parte della propria vita, pubblicando oltre 50 volumi l'anno per la maggior parte degli anni dal 1946 al 1990.

## Storia
Il nome lo si deve al primo direttore, Carlo Marzorati (Como- 1899-1959).

## Testi pubblicati
Fra i vari testi che pubblica di utilità scolastica, anche universitaria, spiccano le opere a carattere scientifico e di letteratura italiana.